# Gift of a Friend
Gift of a Friend est une chanson et un single interprété par la star de Disney Channel, Demi Lovato. Ce single est tiré du film Clochette et la Pierre de lune et apparaît dans le deuxième album de Demi Lovato Here We Go Again.